# Западное Дегунино
За́падное Дегу́нино — район в Москве и одноимённое внутригородское муниципальное образование. Он расположен в Северном административном округе. Граница района Западное Дегунино проходит по оси Малого кольца МЖД, далее по оси Октябрьской ЖД, городской черте Москвы (внешней границе полосы отвода Московской кольцевой автомобильной дороги, включая все транспортные развязки улиц и дорог), осям Бусиновского проезда, улице Ижорской, Коровинскому шоссе и Дмитровскому шоссе до Малого кольца МЖД.

## История
Район Западное Дегунино площадью 734 гектара с населением 61,1 тыс. человек разместился на месте двух старинных русских сёл Дегунино и Бусиново. Первое упоминание о селе Дегунино появилось в 1331 году в духовной грамоте — завещании московского князя Ивана Калиты и является «рекордом древности» Северного округа столицы.
В 1960 году село Дегунино вошло в состав города федерального значения Москва
С начала 1960-х годов Дегунино стало районом массовой жилой застройки. В последние годы архитекторы, ведущие строительство в САО, сумели добиться большей выразительности в облике магистралей и улиц. Наглядный пример, монолитные жилые дома на Коровинском шоссе. В 2000-х годах район подвергся модернизации: активно сносились панельные пятиэтажные дома, средняя этажность выросла с пяти-девяти до двенадцати-семнадцати этажей. Особенно сильно сейчас застроен 13-й микрорайон (участок между Весенней, Ангарской, Талдомской улицами и Коровинским шоссе) Западного Дегунина. Там самая высокая плотность населения в районе и проблемы с парковкой.

## Население
| 2002    | 2010    | 2012    | 2013    | 2014    | 2015    | 2016    |
| ------- | ------- | ------- | ------- | ------- | ------- | ------- |
| 76 756  | ↗78 811 | ↗79 806 | ↗80 246 | ↗80 846 | ↗81 138 | ↗81 492 |
| 2017    | 2018    | 2019    | 2020    | 2021    | 2023    | 2024    |
| ↗81 597 | ↗83 262 | ↗84 163 | ↗84 381 | ↗84 496 | ↗85 514 | ↘84 743 |

### Национальный состав
По итогам переписи населения 2020 года проживали следующие национальности (национальности менее 0,1 % и другое, см. в сноске к строке «Другие»):
| Национальность | Численность, чел. | Доля     |
| -------------- | ----------------- | -------- |
| Русские        | 64 652            | 76,51 %  |
| Татары         | 892               | 1,06 %   |
| Армяне         | 491               | 0,58 %   |
| Украинцы       | 390               | 0,46 %   |
| Азербайджанцы  | 346               | 0,41 %   |
| Узбеки         | 243               | 0,29 %   |
| Грузины        | 206               | 0,24 %   |
| Таджики        | 174               | 0,21 %   |
| Белорусы       | 145               | 0,17 %   |
| Чуваши         | 103               | 0,12 %   |
| Мордва         | 97                | 0,11 %   |
| Евреи          | 97                | 0,11 %   |
| Киргизы        | 89                | 0,11 %   |
| Другие         | 16 571            | 19,62 %  |
| Итого          | 84 496            | 100,00 % |

## Описание района
Север Западного Дегунина занят производственной зоной № 46 «Коровино» (продолжающейся на восток вдоль МКАД на территории Дмитровского района). В районе расположилась производственная зона № 48 «Дегунино-Лихоборы», на территории которой, согласно программам правительства Москвы в 2016 году появилась гостиница на 3300 мест для иностранных граждан и лиц без гражданства, временно проживающих на территории РФ города Москвы. (http://izvestia.ru/news/540286#ixzz2tx7GvLrg)
Управа района совместно с Советом директоров промышленных предприятий воплощает в жизнь экологическую программу по очистке речек Бусинки и Лихоборки.
Во всех школах района работают кружки и спортивные секции. Вокально-хореографический ансамбль «Северная мозаика», созданный при школе № 1224, — победитель и лауреат различных окружных, городских и республиканских конкурсов. С 1998 года на базе Совета молодёжи создана детско-юношеская организация «Мы москвичи», объединяющая молодёжные клубы района.

## Образование
На территории района расположено 9 общеобразовательных школ и 12 детских садов.
Также в районе находится Московский колледж железнодорожного транспорта.

## Религия

### Православные храмы
В районе действуют два православных храма Всехсвятского благочиния Московской городской епархии Русской православной церкви.
- Храм святых мучеников и страстотерпцев Бориса и Глеба в Дегунино (Дегунинская ул., д. 18А)
- Храм преподобного Сергия Радонежского в Бусинове (Ижорская ул., д. 1)

После долгих лет забвения эти храмы вновь стали действующими.

## Инфраструктура района

### Медицинские учреждения (кроме учреждений районного значения)
- Московская областная психоневрологическая больница для детей с поражением ЦНС (ул. Ивана Сусанина, д. 1)
- Центральный научно-исследовательский институт протезирования и протезостроения (ул. Ивана Сусанина, д. 3)
- ФГУП «Московское протезно-ортопедическое предприятие» (Коровинское шоссе, д. 17А)
- [ГБУ Дом социального обслуживания «Дегунино» (бывш. Психоневрологический интернат № 25) (Талдомская ул., д. 6)
- ГБУ Центр социальной поддержки и реабилитации детей-инвалидов «Формула роста» (бывш. Дом-интернат № 28 для умственно-отсталых детей) (Талдомская ул., д. 4)
- Московский научно-исследовательский институт педиатрии и детской хирургии (Талдомская ул., д. 2)
- Хоспис № 2. Архивировано из оригинала 19 октября 2007 года. (Талдомская ул., д. 2А)

### Железнодорожная инфраструктура
Район примыкает к линии Октябрьской железной дороги, станции Ховрино и пункту технического обслуживания локомотивов «Ховрино».

## Транспорт
Район долгое время был одним из немногих в Москве, где долго отсутствовало метро. 22 марта 2018 года были открыты станции «Верхние Лихоборы» и «Селигерская» Люблинско-Дмитровской линии.
С открытием путепровода через Октябрьскую железную дорогу улучшилась транспортная связь со станцией метро «Речной вокзал».
Роль скоростного транспорта для значительной части района играет Октябрьская железная дорога, с её помощью тысячи жителей могут быстро добраться до центра Москвы или доехать до Химок, Зеленограда, Солнечногорска, Клина. На территории района расположена станция Ховрино, куда входят остановочные пункты Моссельмаш, Грачёвская, Ховрино.
Также на территории района присутствует разветвлённая и гибкая сеть маршрутов наземного транспорта. Автобусные маршруты, проходящие по территории района и в непосредственной близости от его границ, соединяют Западное Дегунино с:
- Савёловским и Белорусским вокзалами;
- станциями метро Замоскворецкой линии: «Речной вокзал», «Водный стадион», «Войковская», «Белорусская», «Маяковская»;
- станциями метро Серпуховско-Тимирязевской линии: «Алтуфьево», «Бибирево», «Владыкино», «Петровско-Разумовская», «Тимирязевская», «Дмитровская», «Савёловская», «Менделеевская», «Цветной бульвар»;
- станциями метро Кольцевой линии: «Новослободская», «Белорусская»;
- станцией метро «Трубная» Люблинско-Дмитровской линии;
- станцией метро «ВДНХ» Калужско-Рижской линии;
- железнодорожными станциями и платформами Савёловского направления Московской железной дороги: Марк, Лианозово, Бескудниково, Окружная, Тимирязевская;
- железнодорожной платформой Дмитровская Рижского направления Московской железной дороги;
- железнодорожной платформой Савёловская (МЦД-1) Алексеевской соединительной ветви;
- Северным речным вокзалом;
- посёлком Северный.

Маршруты негосударственных перевозчиков связывают район также со станциями метро «Отрадное», «Медведково», «Бабушкинская» и станцией Лосиноостровская Ярославского направления Московской железной дороги.
В 2013—2014 годах на пересечении Северо-Восточной хорды, участка трассы «Нева»(М11) и МКАДа была построена первая в России пятиуровневая транспортная развязка — Бусиновская. В рамках строительства были возведены магистральный участок дороги протяжённостью 1,61 километров, 7 эстакад, 12 съездов, а также обновлён путепровод над путями Октябрьского направления железной дороги. Работы были выполнены АО «Мосинжпроект» и ОАО «Мостотрест». Появление развязки помогло связать три района САО — Ховрино, Головинский и Западное Дегунино, а также участок трассы «Нева» с Северо-Восточной и Северо-Западной хордами.

## Скверы и прогулочные зоны

### Базовский сквер
В 2018 году у жилого комплекса на Базовской улице и прилегающим к нему школы и детского сада (д.15, корп. 1-13) была обустроена зона отдыха. Здесь появились роллердром, воркаут-площадка и площадка для выгула собак. Вдоль лесистой зоны сквера проложены прогулочные дорожки и обустроены зоны тихого отдыха со скамейками. Территория была дополнительно озеленена — здесь высадили рябины, клёны и другие деревья и кустарники.

### Сквер на улице Маршала Федоренко
Сквер площадью 1 гектар располагается у дома 7 на улице Маршала Федоренко. Территория была благоустроена в 2019 году по просьбам жителей — ранее на её месте был пустырь. В сквере проложили дорожки из брусчатки, вдоль них установили лавочки и круглые фонари. В центральной части сквера установили стелу «Я люблю Дегунино», дополнительно высадили липы, клёны, каштаны и кустарники, образовавшие живую изгородь. Старые деревья у железной дороги при благоустройстве сквера повреждены не были. Для комфорта гуляющих вдоль железной дороги был установлен шумозащитный экран.

### Прогулочная зона вокруг Дегунинского пруда
Дегунинский пруд располагается между Путейской и Дегунинской улицами. В 2019 году он был очищен от ила, укреплён габионами и зарыблен: сюда выпустили 200 особей рыб нескольких видов: толстолобика, линь и белого амура. По периметру пруда высадили нимфею и разместили домики для водоплавающих птиц. Вокруг пруда располагается зелёная зона площадью около 3 гектаров (вместе с прудом) с детской и воркаут-площадками, а также зоной для тихого отдыха со скамейками.
В 2021 году сквер открылся после благоустройства по программе «Мой район». Здесь находятся три детские площадки (одна рядом с самим прудом и две рядом с домами 13к1 и 13к2 на Дегунинской улице), сцена со зрительными рядами, установлены качели-лавочки и арт-объект в виде зеркального дерева с листьями-лампочками.

## Культура и досуг
В районе располагаются:
ФОК «Дегунино» (бассейн, тренажёрный зал, аэробика, аквааэробика).
ФОК «Бусиново» (бассейн, аквааэробика, тренажёрный зал, аэробика, настольный теннис, секция самбо).
В феврале 2019 года на улице Ивана Сусанина открылся физкультурно-оздоровительный комплекс с бассейном.

## Перспективы развития
Трасса Москва — Санкт-Петербург пересекает с севера Московскую кольцевую автодорогу (Бусиновская развязка), после чего проходит параллельно или над Зеленоградской улицей, образуя Северную рокаду. Существующий участок трассы после пересечения с Талдомской улицей продолжится дальше до Дмитровского шоссе в районе Верхнелихоборской улицы и метро «Петровско-Разумовская». Таким образом, трасса будет дублёром Коровинского и Дмитровского шоссе, что должно помочь решить транспортные проблемы района. Одновременно со строительством магистрали соединены эстакадой Талдомская и Фестивальная улицы.